# Elisir d'erbe Barathier
L'elisir d'erbe Barathier è un elisir che ha questo nome dal 1905, precedentemente era conosciuto come Amaro Cozie (dalle Alpi Cozie).

## Storia
L'attestazione dell'esistenza del prodotto è scritta in francese (lingua molto usata nella zona della Val Germanasca) nel 1902. Nasce solo per il consumo familiare a Pomaretto (TO) e successivamente ampliato per la commercializzazione.

## Caratteristiche del prodotto[1][2][3]
Sette qualità di erbe e fiori vengono fatte macerare in alcool e non distillati. Il colore può essere marrone scuro o giallo chiaro. Il colore più scuro si ottiene semplicemente aggiungendo del caramello di zucchero. La versione scura è quella originaria e sicuramente quella preferita dai consumatori.
- Il sapore è amarognolo al primo assaggio per divenire più simile all'angelica e terminando in un misto tra liquirizia e noci.
- La lavorazione è sostanzialmente immutata nel corso degli anni.
- Non viene effettuata la distillazione per non distruggere i molti principi attivi che creano il caratteristico aroma dell'elisir.

## Zona di produzione
Viene prodotto a Pomaretto, nella città metropolitana di Torino, partendo dalle erbe raccolte in Val Germanasca o nelle vicine Val Chisone, Val di Susa e Val Pellice, a un'altitudine variabile fra i 1500 e i 2600 metri.

## Materiali e attrezzature
Il prodotto viene lasciato a macerare in contenitori non porosi quali vetro o acciaio inossidabile, solo il confezionamento avviene con metodi più meccanizzati.